# Stanisław Bizub
Stanisław Bizub (ur. 3 lipca 1942 w Nowym Targu, zm. 19 marca 2006 w Nowym Targu) – były polski hokeista występujący na pozycji bramkarza.

## Kariera
Hokeista Podhala Nowy Targ (1960–1972) i KTH Krynica (1972–1974). 4-krotny mistrz Polski (1966, 1969, 1971, 1972) w barwach Podhala. W polskiej lidze rozegrał 297 spotkań, puścił 960 goli, zaliczył 15 shut-outów.
Staisław Bizub w reprezentacji Polski rozegrał 10 spotkań. Uczestniczył w Mistrzostwach Świata Grupy B w 1969 w Lublanie.